# Almarudite
 (octobre 2022).
L'Almarudite, de symbole Alr, est une espèce minérale extrêmement rare de la classe des cyclosilicates (silicates annulaires) des silicates alcalins de manganèse et de béryllium. De formule chimique K([],Na)2(Mn2+,Fe2+,Mg2(Be,Al)3[Si12O30], elle provient de l'environnement volcanique des montagnes de l'Eifel en Allemagne,, dans la carrière Caspar à Ettringen, Vordereifel, dans le district de Mayen-Koblenz, dans le Palatinat.
Son nom constitue un hommage à l'Université de Vienne (en latin : « ALma MAter RUDolphina »).